# Acide déshydroascorbique
L’acide déshydroascorbique est une forme oxydée de l'acide ascorbique, dont l'énantiomère L est la vitamine C. L'acide ascorbique (L ou D) est en effet un composé réducteur jouant le rôle d'antioxydant dans les cellules vivantes, où il est oxydé en acide déshydroascorbique, lequel peut à son tour être réduit à nouveau en acide ascorbique par des enzymes ou par le glutathion. Le glutathion est déterminant pour accroître les propriétés antioxydantes du sang, car en son absence des quantités bien plus importantes d'acide ascorbique seraient nécessaires.
Bien que l'acide ascorbique soit absorbé plus efficacement par l'organisme sous forme d'acide déshydroascorbique, la concentration de ce dernier dans le plasma sanguin et dans les tissus demeure normalement faible, car les cellules le réduisent rapidement en acide ascorbique,. C'est la raison pour laquelle l'acide L-déshydroascorbique est doté d'activité vitaminique C au même titre que l'acide L-ascorbique.
La structure réelle de la molécule en solution est plus complexe que celle traditionnellement indiquée dans les manuels, car la configuration 1,2,3-tricarbonyle est trop électrophile pour subsister plus de quelques millisecondes en solution aqueuse. Les analyses réalisées par spectroscopie ont révélé la formation rapide d'un hémiacétal entre l'hydroxyle –OH en position 6 et le carbonyle C=O en position 3 :

Équilibre entre les formes anhydre et hydratées de l'acide déshydroascorbique. L'hémiacétal central est la forme prédominante.